# Синдекан 4
Синдекан 4 (англ. syndecan 4) — мембранный белок, протеогликан семейства синдеканов, или трансмембранных гепарансульфатпротеогликанов. Продукт гена человека SDC4. Подобно синдекану 2 несёт на поверхности гепарансульфатные цепи.

## Функции
Белок является трансмембранным гепарансульфатпротеогликаном, входит в семейство синдеканов. Синдеканы опосредуют связывание клеток, передачу сигнала в клетке и организацию цитоскелета. Являются рецепторами для Tat-белка вируса ВИЧ. Синдекан 4, также как синдекан 2, несёт гепарансульфатные цепи, которые обеспечивают связь цитоскелета с внеклеточным матриксом. 
Взаимодействует с белками GIPC, NUDT16L1, CDCP1 и SDCBP. 

## Структура
Зрелый белок состоит из 180 аминокислот, молекулярная масса белковой части — 21,6 кДа. Включает N-концевой внеклеточный домен (127 аминокислот), единственный спиральный трансмембранный фрагмент и небольшой цитозольный участок. На внеклеточном домене находится 3 участка присоединения O-гепарансульфатных цепей.

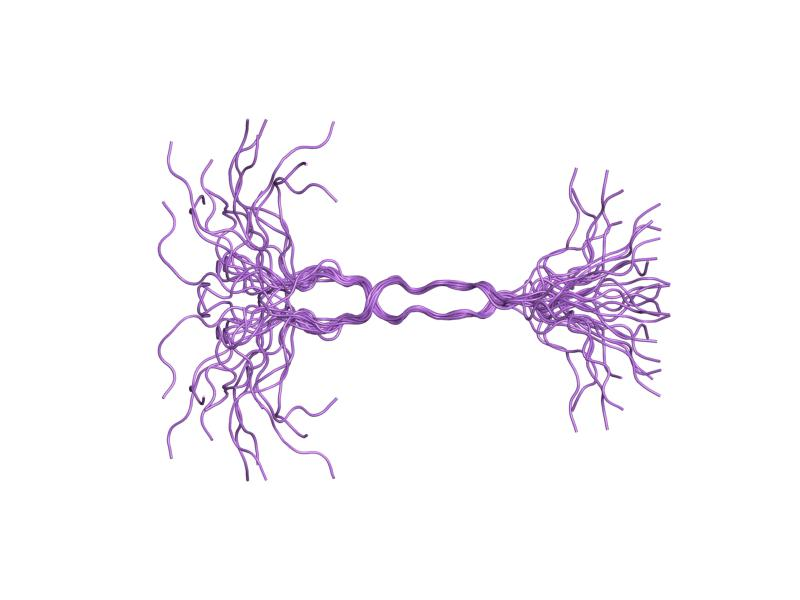
Структура растворимого фрагмента синдекана 4 (16-мер).
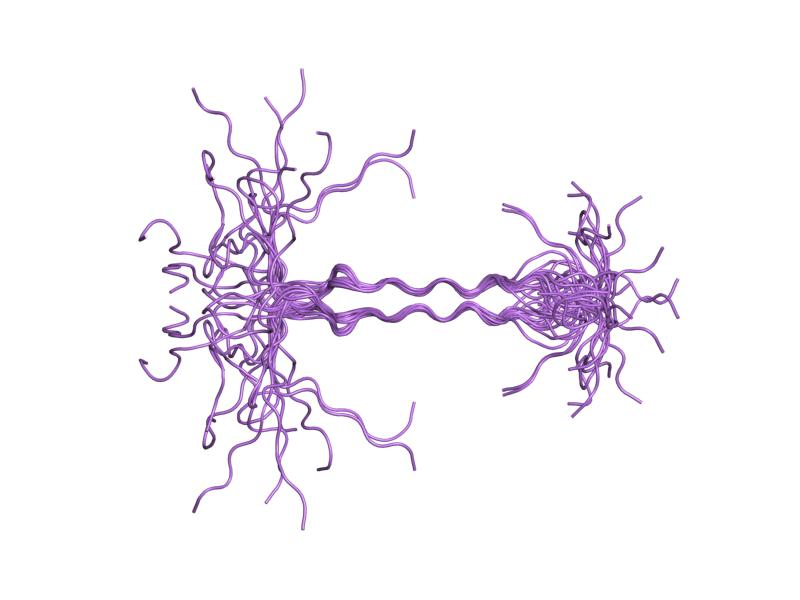
Изменение структуры растворимого фрагмента синдекана 4 в присутствии фосфатидилинозитола-4,5-дифосфата.

## Тканевая специфичность
Экспрессирован на эпителиальных клетках и фибробластах.

## Остеоартрит
Уровень синдекана 4 повышен при остеоартрите. В модельных экспериментах на мышах было показано, что ингибирование этого белка снижает разрушение хряща, вызванного остеоартритом.